# Baraye
"Baraye..." (em persa: برای..., que significa "Por ..." ou "Por causa de ...") é uma música de protesto de 2022 de Shervin Hajipour que foi descrita como "o hino" dos protestos de Mahsa Amini no Irã.  Ele fez o texto e o vídeo desta música com base em tweets de protesto com o tema "para ...",   com a letra da balada terminando em "Para as mulheres, vida, liberdade; pela liberdade, pela liberdade". 
O vídeo de Shervin da música, publicado durante os protestos que foram desencadeados pela morte de Mahsa Amini (uma iraniana de 22 anos presa pela polícia da moralidade), foi visto quase 40 milhões de vezes apenas em sua página do Instagram. Mais tarde, foi removido de sua página no Instagram e o próprio Shervin foi preso por agentes de segurança da República Islâmica do Irã. 